# Aleš Cabicar
Aleš Cabicar (* 20. června 1966 Kutná Hora) je český politik a podnikatel, v letech 2016 až 2020 zastupitel a náměstek hejtmana Královéhradeckého kraje, v letech 2010 až 2018 zastupitel města Náchod, člen TOP 09.

## Život
Vystudoval Gymnázium Jiřího Ortena v Kutné Hoře a následně v letech 1984 až 1988 absolvoval Fakultu obchodní Vysoké školy ekonomické v Praze (získal titul Ing.).
V letech 1990 až 1992 působil jako manažer v česko-americké společnosti Connex. Po té spoluzaložil společnost S.I.R. Computers, která byla jedna z prvních autorizovaných dealerů firmy Apple Inc. na českém trhu. Od roku 1993 působí jako ředitel (pořadatel) mezinárodních leteckých přehlídek Czech International Air Fest (CIAF), které se každoročně konají v Hradci Králové.
Aleš Cabicar žije ve městě Náchod. Je otcem čtyř dětí – syn Jakub a dcery Markéta, Karolína a Johana. Mezi jeho záliby patří motocyklový sport, horská turistika a lyžování, ale také historie a četba.

## Politické působení
Je ustavujícím členem TOP 09. V komunálních volbách v roce 2010 byl jako lídr kandidátky zvolen zastupitelem města Náchod. Následně se stal i radním města. Ve volbách v roce 2014 mandát zastupitele města obhájil, radním města se však již znovu nestal. Ve volbách v roce 2018 se mu nepodařilo obhájit ani mandát zastupitele města (kandidoval za subjekt "VOLBA PRO NÁCHOD - sdružení nezávislých kandidátů s podporou TOP 09, Východočechů a Liberálně ekologické strany").
V krajských volbách v roce 2012 kandidoval jako člen TOP 09 za subjekt "TOP 09 a Starostové pro Královéhradecký kraj" do Zastupitelstva Královéhradeckého kraje, ale neuspěl (skončil jako první náhradník). Uspěl až ve volbách v roce 2016 na samostatné kandidátce TOP 09. V listopadu 2016 se stal náměstkem hejtmana pro zdravotnictví. V krajských volbách v roce 2020 byl z pozice člena TOP 09 lídrem kandidátky s názvem "Spojenci pro Královéhradecký kraj", kterou vytvořily TOP 09, Hradecký demokratický klub a Liberálně ekologická strana. Přesto mandát neobhájil a skončil až jako druhý náhradník. Tím pádem opustil i post náměstka hejtmana.
Ve volbách do Poslanecké sněmovny PČR v letech 2013 a 2017 kandidoval za TOP 09 v Královéhradeckém kraji, ale ani jednou neuspěl.